# Kostel Nanebevzetí Panny Marie (Valašské Meziříčí)
Kostel Nanebevzetí Panny Marie ve Valašském Meziříčí byl vystaven někdy před rokem 1419 na místě staršího kostela sv. Kunhuty. V současné době je hlavním farním kostelem farnosti Valašské Meziříčí. Kostel je chráněn jako kulturní památka.

## Historie
Předchůdcem současného kostela byl menší kostel sv. Kunhuty ze 13. století. První písemná zmínka o současném kostele pochází z roku 1419. V roce 1572 kostel vyhořel a byl renesančně přestavěn. Přibyla k němu také renesanční věž s portálem z roku 1581, na němž se nacházejí erby pána Bernarda ze Žerotína a jeho manželky Anny Estery z Kunovic. Rod Žerotínů tehdy Meziříčí vlastnil. Kostel poté ještě několikrát vyhořel (především v období třicetileté války). V letech 1681 až 1682 byla ke kostelu přistavěna barokní kaple Panny Marie a žerotínská oratoř, na níž je vyobrazen žerotínský erb. Roku 1722 vznikl u kostela soubor dřevěných soch, zobrazující Ježíše Krista a jeho učedníky v Getsemanské zahradě. Dřevěné sochy byly v roce 1931 nahrazeny sochami kamennými, jejímž autorem je olomoucký sochař František Doležal. V polovině 18. století byla hlavní loď kostela přestavěna v barokním stylu. V tomto období taktéž vznikla barokní brána na farní dvůr, se sochami apoštolů Petra a Pavla. Roku 1790 byl před kostelem vztyčen barokní pískovcový kříž. Kostel měl až do roku 1804 věže dvě. Druhá věž byla součástí opevnění, ale v roce 1804 byla pro zchátralost snížena a upravena na sakristii. V současné době je kostel Nanebevzetí Panny Marie výraznou dominantou Valašského Meziříčí a jeho okolí.

## Galerie

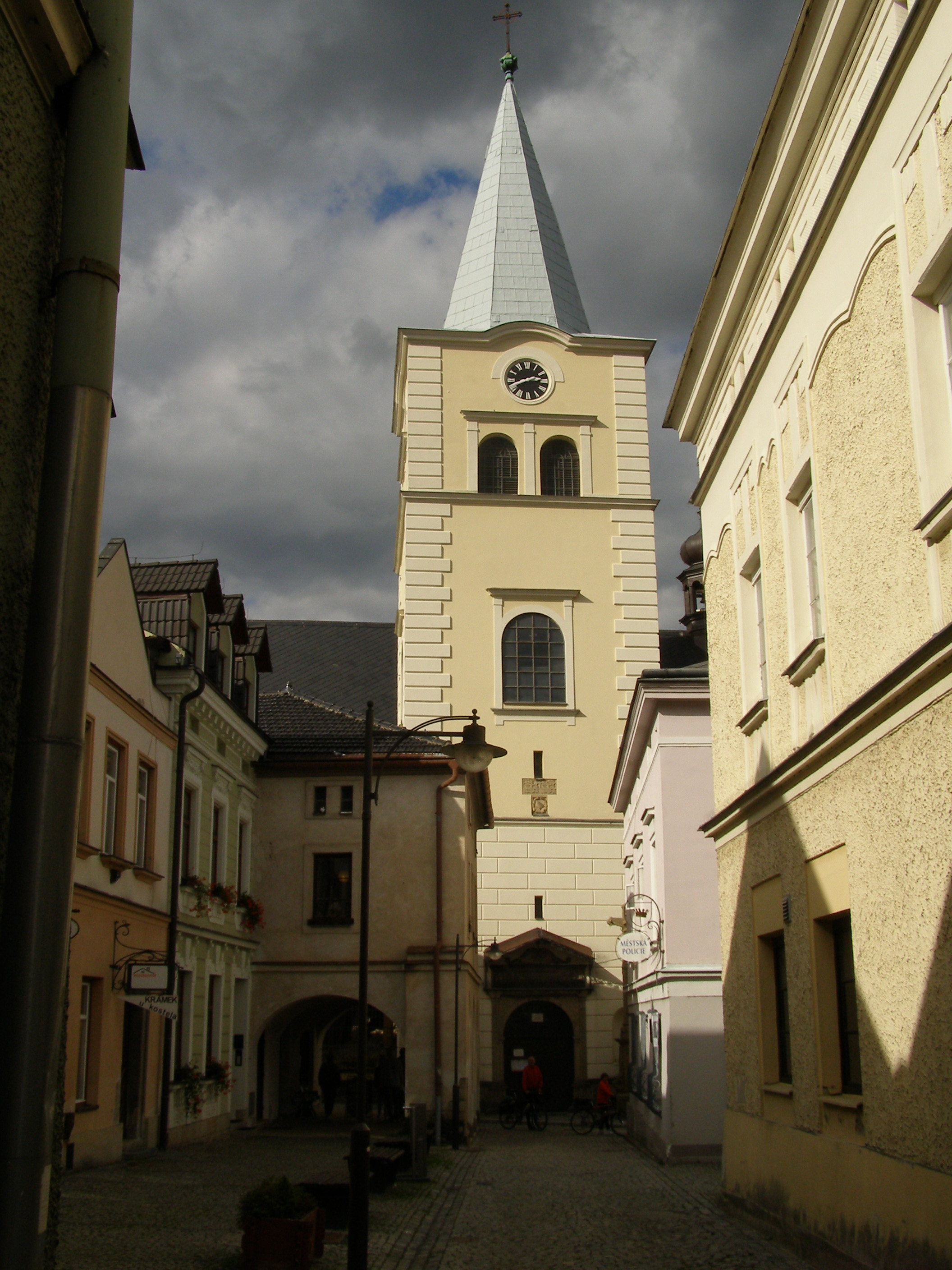
Pohled z Křižkovského ulice
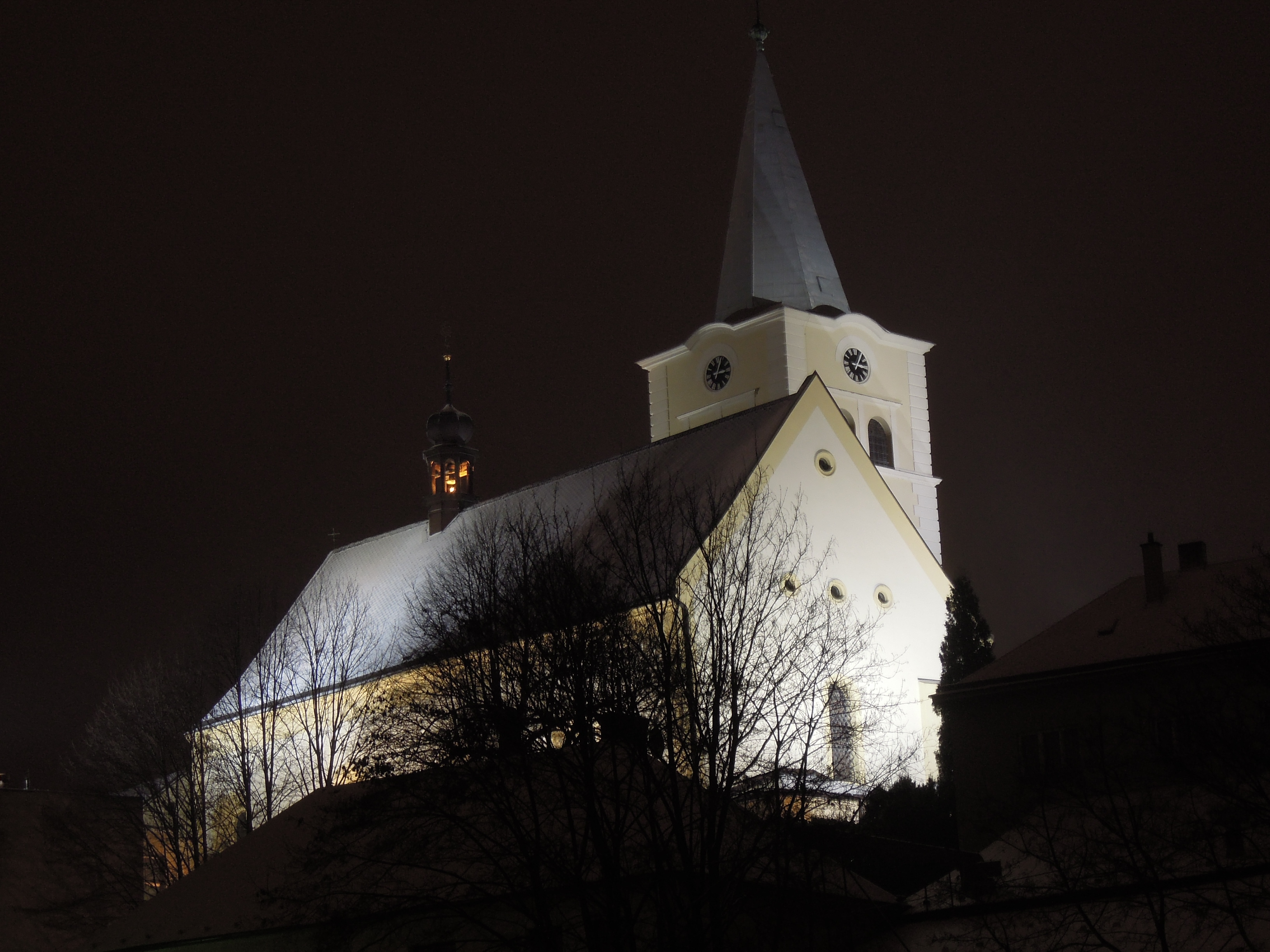
Kostel Nanebevzetí Panny Marie v noci
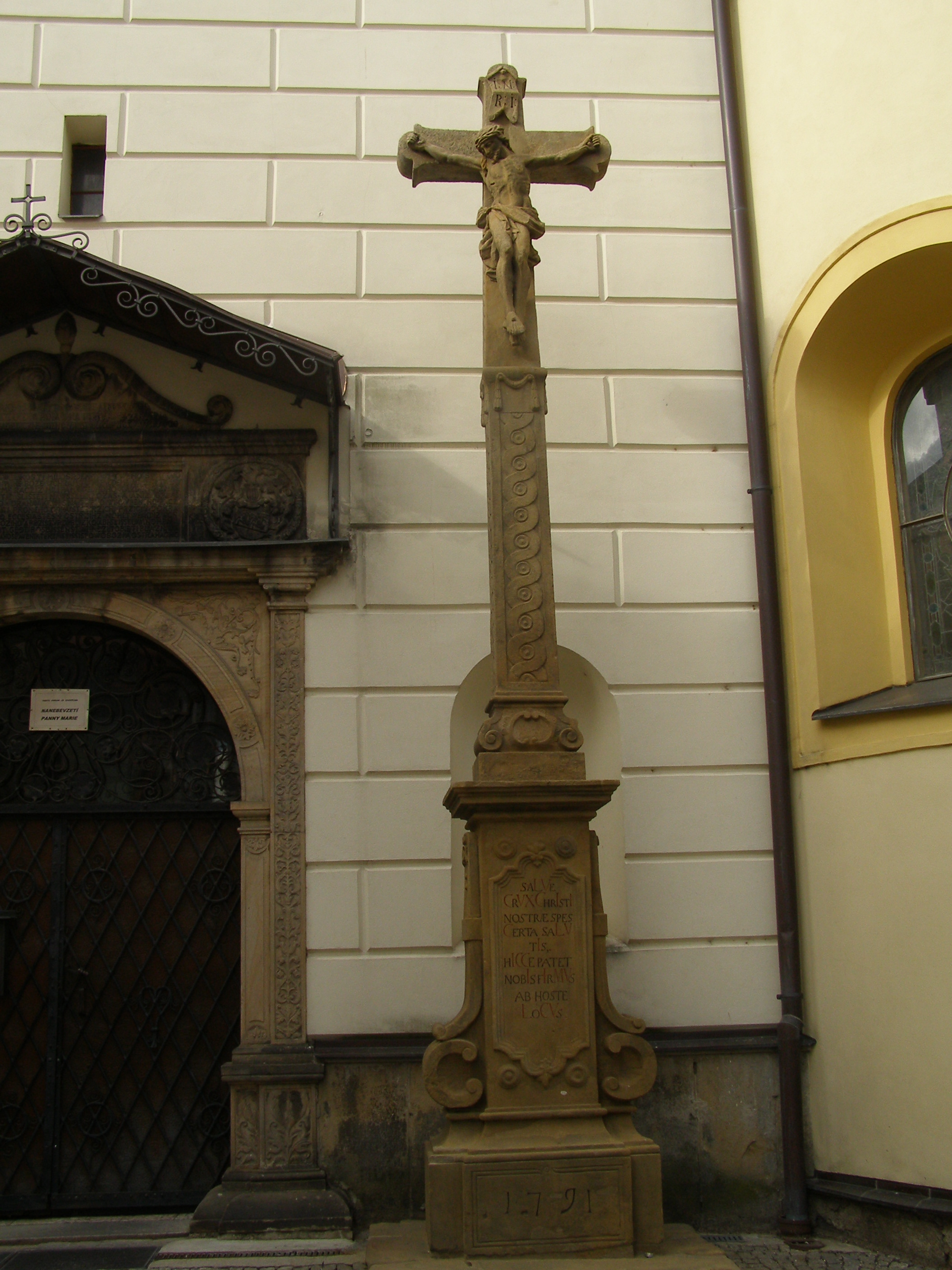
Pískovcový kříž z roku 1790
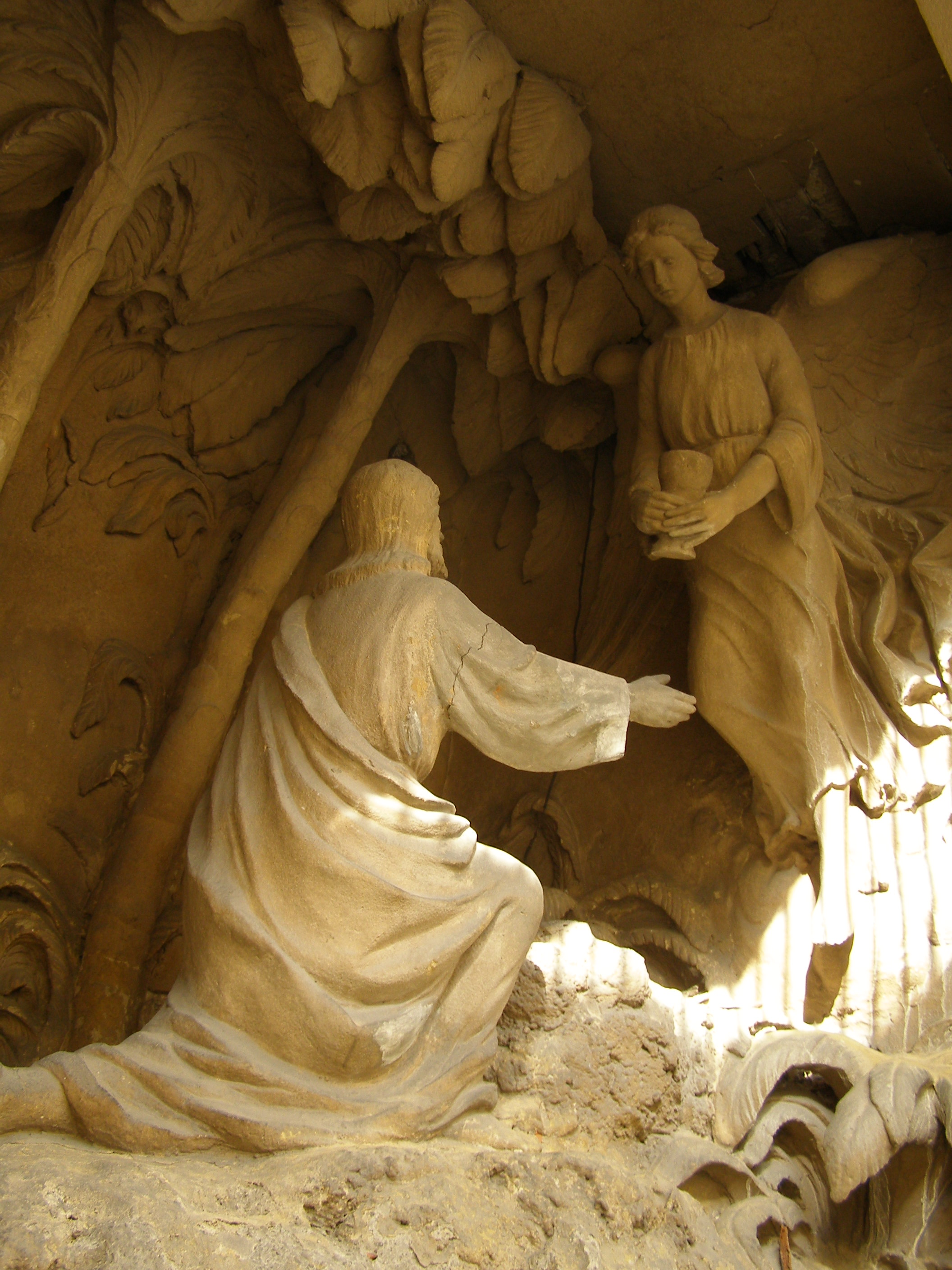
Detail kamenného sousoší, zobrazujícího Krista v Getsemanské zahradě